# Сава Стијеповић
Саво Стијеповић (Чачак, 2. јануар 1970)  је српски књижевник који је добио књижевну награду  Мирослав Дерета за роман Средоземље. За часопис Градац приредио је тематске бројеве о Џиму Морисону, Џеку Керуаку и панк музици.

## Књижевни рад

### Поезија
- Антологија универзализма (1994, Интерпринт)
- Декаденца или ода патетици (1996, Весмарк)

### Проза
- Махагони хол (2008, Конрас)
- Камени бродови (2011, Дерета)
- Средоземље (2017, Дерета) Књижевна награда Мирослав Дерета[3][4]
- Прекрасне рушевине - сотија (2020, Дерета)[5][6]